# اسم إلهي
الاسم الإلهي اسم يحوي اسم إله دعاءً له وطلب حماية منه، مثل اسم أبولونيوس في اليونانية القديمة الذي يحوي اسم أبولو[ ؟ ].
كانت هذه الأسماء شائعة جدا في الشرق القريب وبلاد الرافدين في القدم، حيث حوت الأسماء الشخصية اسم إله لتكفل حمايته.
ومن الأمثلة على الاسم الإلهي لدى العرب الاسم المركب الشائع المبتدئ بكلمة عبد يلحقه اسم إله أو صنم (غالبا قبل الإسلام) أو اسم من أسماء الله حسب الدين الإسلامي (بعد رسالة محمد). ومن هذه الأسماء: عبد مناف، عبد مناة، عبد المسيح، عبد الله.

## في اليهودية والكتاب المقدس
- إيل:
  - إليزابث: تعني «إلهي عهدي»
  - صموئيل: يعني «اسمه إيل»

- يهوه:
  - يوناثان: تعني «يهوه أعطى»
    - يسوع: بالعبرية يـ (ـهـ)شوع أي «يهوه نجاة» أو خلاص

- آلهة أخرى:
  - أبيام: «أبي يام». يام[ ؟ ] إله أوغرتي
  - ملكيصدق: «ملِكي صدق». صدق الإله الرئيسي لليبوسيين
  - نبوخذنصر: نبو إله بابلي
  - إشبعل: «رجل بعل»